# San Pietro Viminario
San Pietro Viminario es una localidad y comune italiana de la provincia de Padua, región de Véneto, con 2.833 habitantes.

## Evolución demográfica
| Gráfica de evolución demográfica de San Pietro Viminario entre 1861 y 2001 |
|                                                                            |
| Fuente ISTAT - elaboración gráfica de Wikipedia                            |